# Alfred Slegten
Alfred Jan Theophile Slegten, né le 4 juillet 1897 à Lille-Saint-Hubert et mort le 28 avril 1975 à Heusden fut un homme politique belge, membre du CVP.
Slegten fut loueur de matériel d'entrepreneurs. 
Il fut désigné sénateur provincial de province de Limbourg (Belgique) (1949-54; 1959-65).

## Généalogie
- Il fut fils de Mathijs (1865-1939) et Victoria Becquaert (1863-1905).
- Il épousa en 1923 Henrica Kerkhofs (1896-1982).

## Sources
- Bio sur ODIS